# Sent Sabin d'Escanacraba
Escanacraba (francès Escanecrabe) és un municipi del departament francès de l'Alta Garona, a la regió d'Occitània.